# Platichthys solemdali
Балтички лист или балтички иверак (лат. Platichthys solemdali) зракоперка је из реда Pleuronectiformes. Новооткривена је врста рибе и прва званично ендемска врста рибе у Балтичком мору. Тек у скорије време је препознат као засебна врста, а физиономски је готово идентичан сродном иверку који је широко распрострањен у европским водама.

## Опис
Одрасла јединка дугачка је између 20 и 25 центиметара. Очи су обично на десној страни. Боја је често смеђа, сива, а може бити и прошарана црвенкастим мрљама. Врста се брзо прилагођава пределу у који залази ‒ тако се одрасли примерци врло ефективно стапају са околином.

## Распрострањеност и станиште
Балтички лист живи у води различитог салинитета у приобалној зони, на дубини од 0,5 до 50 метара. Током читавог живота балтички лист не иде предалеко ‒ миграције се одвијају искључиво унутар Балтичког мора ‒ између подручја на коме се мресте и на којима налазе храну.

## Исхрана и размножавање
Најчешћа храна су шкољке, посебно дагње и други ситни бескичмењаци на морском дну. Мрешћење се одвија од априла до јуна, најчешће на дубини од 5 до 20 метара.